# Symbellia comoroensis
Symbellia comoroensis is een rechtvleugelig insect uit de familie Euschmidtiidae. De wetenschappelijke naam van deze soort is voor het eerst geldig gepubliceerd in 1969 door Descamps & Wintrebert.